# Open BNP Paribas Banque de Bretagne
O Open BNP Paribas Banque de Bretagne é um torneio tênis, que faz parte da série ATP Challenger Tour, realizado desde 2011, realizado em piso duro, em Quimper, França.

## Edições

### Simples
| Ano      | Campeão               | Finalista               | Placar             | Ref. |
| -------- | --------------------- | ----------------------- | ------------------ | ---- |
| 2024     | Pierre-Hugues Herbert | Duje Ajduković          | 6–3, 6–2           |      |
| 2023     | Grégoire Barrère      | Arthur Fils             | 6–1, 6–4           |      |
| 2022     | Vasek Pospisil        | Grégoire Barrère        | 6–4, 3–6, 6–1      |      |
| 2021 (2) | Brandon Nakashima     | Bernabé Zapata Miralles | 6–3, 6–4           |      |
| 2021 (1) | Sebastian Korda       | Filip Horanský          | 6–1, 6–1           |      |
| 2020     | Cem İlkel             | Maxime Janvier          | 7–6(8–6), 7–5      |      |
| 2019     | Grégoire Barrère      | Dan Evans               | 4–6, 6–2, 6–3      |      |
| 2018     | Quentin Halys         | Alexey Vatutin          | 6–3, 7–6(7–1)      |      |
| 2017     | Adrian Mannarino      | Peter Gojowczyk         | 6–4, 6–4           |      |
| 2016     | Andrey Rublev         | Paul-Henri Mathieu      | 6–7(6–8), 6–4, 6–4 |      |
| 2015     | Benoît Paire          | Grégoire Barrère        | 6–4, 3–6, 6–4      |      |
| 2014     | Pierre-Hugues Herbert | Vincent Millot          | 7–5, 6–4           |      |
| 2013     | Marius Copil          | Marc Gicquel            | 7–6(11–9), 6–4     |      |
| 2012     | Igor Sijsling         | Malek Jaziri            | 6–3, 6–4           |      |
| 2011     | David Guez            | Kenny de Schepper       | 6–2, 4–6, 7–6(7–5) |      |

### Duplas
| Ano      | Campeões                                  | Finalistas                                  | Placar                | Ref. |
| -------- | ----------------------------------------- | ------------------------------------------- | --------------------- | ---- |
| 2024     | Manuel Guinard Arthur Rinderknech         | Anirudh Chandrasekar Vijay Sundar Prashanth | 7–6(7–4), 6–3         |      |
| 2023     | Sadio Doumbia Fabien Reboul               | Anirudh Chandrasekar Arjun Kadhe            | 6–2, 6–4              |      |
| 2022     | Albano Olivetti (4) David Vega Hernández  | Sander Arends David Pel                     | 3–6, 6–4, [10–8]      |      |
| 2021 (2) | Ruben Bemelmans Daniel Masur              | Brandon Nakashima Hunter Reese              | 6–2, 6–1              |      |
| 2021 (1) | Grégoire Barrère Albano Olivetti (3)      | James Cerretani Marc-Andrea Hüsler          | 5–7, 7–6(9–7), [10–8] |      |
| 2020     | Andrey Golubev Aleksandr Nedovyesov       | Ivan Sabanov Matej Sabanov                  | 6–4, 6–2              |      |
| 2019     | Fabrice Martin Hugo Nys                   | David Pel Antonio Šančić                    | 6–4, 6–2              |      |
| 2018     | Ken Skupski Neal Skupski                  | Sander Gillé Joran Vliegen                  | 6–3, 3–6, [10–7]      |      |
| 2017     | Mikhail Elgin Igor Zelenay                | Ken Skupski Neal Skupski                    | 2–6, 7–5, [10–5]      |      |
| 2016     | Tristan Lamasine Albano Olivetti (2)      | Nikola Mektić Antonio Šančić                | 6–2, 4–6, [10–7]      |      |
| 2015     | Flavio Cipolla Dominik Meffert            | Martin Emmrich Andreas Siljeström           | 3–6, 7–6(7–5), [10–8] |      |
| 2014     | Pierre-Hugues Herbert (2) Albano Olivetti | Toni Androić Nikola Mektić                  | 6–4, 6–3              |      |
| 2013     | Johan Brunström Raven Klaasen             | Jamie Delgado Ken Skupski                   | 3–6, 6–2, [10–3]      |      |
| 2012     | Pierre-Hugues Herbert Maxime Teixeira     | Dustin Brown Jonathan Marray                | 7–6(7–5), 6–4         |      |
| 2011     | James Cerretani Adil Shamasdin            | Jamie Delgado Jonathan Marray               | 6–3, 5–7, [10–5]      |      |

## Ligações Externas
- Site Oficial